# Дюково (Костромская область)
Дюково — деревня в составе Шангского сельского поселения Шарьинского района Костромской области России.

## География
Расположена у речки Маневка на автодороге Урень — Шарья — Никольск — Котлас Р157.

## История
Деревня находилась в месте соединения Велико-Устюжский тракта с Волги из Нижнего Новгорода в Великий Устюг и Старо-Вятского тракта, шедшего из центральной России через Кострому в Галич.
В деревне находилась почтовая станция, рядом с которой стояла усадьба, принадлежавшая помещику Петерсону. Его отец, англичанин, перешел на русскую службу, женился на кологривской дворянке, земли которой были у деревни Дюково, и жил в построенной усадьбе. В усадьбе Петерсонов в 1824 году останавливался на ночлег император Александр I, проезжавший по Старо-Вятскому тракту с Урала в Петербург. По воспоминаниям царского секретаря, полковника Афанасия Соломки:

Для царя у Петерсонов был приготовлен обед из 24-х блюд, и все они из местных плодов и из лесов, а варенье из морошки, поданное на десерт, было так восхитительно, что привело в восторг самого государя

В 1837 году деревней владел К. Е. Жадовский, двоюродный дядя поэтессы Ю. В. Жадовской. В усадьбе Жадовских «Северная Ливадия» поэтесса встречалась с жившим здесь внуком К. Е. Жадовского, ботаником Э. К. Жадовским.
Согласно Спискам населенных мест Российской империи в 1872 году деревня относилась к 3 стану Ветлужского уезда Костромской губернии. В ней числилось 12 дворов, проживало 49 мужчин и49 женщин.
Согласно переписи населения 1897 года в деревне проживало 159 человек (59 мужчин и 100 женщин).
Согласно Списку населенных мест Костромской губернии в 1907 году деревня относилась к Шангско-Городищенской волости Ветлужского уезда Костромской губернии. По сведениям волостного правления за 1907 год в деревне числился 31 крестьянских двора и 157 жителей. Основным занятием жителей деревни был лесной промысел.

## Население
| 2008 | 2010 | 2014 |
| ---- | ---- | ---- |
| 0    | ↗3   | ↘2   |